# Miroslav Kopal
Miroslav Kopal, né le 17 janvier 1963 à Jablonec nad Nisou, est un skieur tchèque spécialiste du combiné nordique, licencié à Dukla Liberec. Il s'est classé 8e de la Coupe du monde en 1988.

## Palmarès

### Jeux olympiques d'hiver
| Épreuve / Édition | Épreuve / Édition | Calgary 1988 |
| Gundersen         | Gundersen         | 7e           |
| Par équipes       | Par équipes       | 6e           |

### Championnats du monde
| Épreuve / Édition       | Gundersen     | Relais        |
| Épreuve / Édition       | Petit tremlin | Petit tremlin |
| Mondiaux 1984 Rovaniemi | -             | 6e            |
| Mondiaux 1989 Lahti     | 5e            | 6e            |
| Mondiaux 1993 Falun     | -             | 5e            |

### Coupe du monde
Miroslav Kopal obtient son meilleur classement général en 1988 en achevant la saison au 8e rang. Il n'est jamais monté sur le podium au cours de sa carrière sur une épreuve de Coupe du monde, mais il s'est classé deux fois 4e à Saint-Moritz et Le Brassus en 1988.
| Saison / Épreuve | Saison / Épreuve | Général | Général |
| ---------------- | ---------------- | ------- | ------- |
| Saison / Épreuve | Saison / Épreuve | Class.  | Points  |
| 1984             | 1984             | 29e     | 6       |
| 1986             | 1986             | 28e     | 5       |
| 1987             | 1987             | 30e     | 8       |
| 1988             | 1988             | 8e      | 41      |
| 1989             | 1989             | 17e     | 25      |
| 1991             | 1991             | 14e     | 31      |
| 1993             | 1993             | 32e     | 4       |
| 1994             | 1994             | 24e     | 164     |
| 1995             | 1995             | 17e     | 272     |
| 1996             | 1996             | 35e     | 224     |
| 1997             | 1997             | 35e     | 209     |